# Hannoversche Post
Die Hannoversche Post war eine 1889–93 erschienene Zeitung als Organ der ebenfalls 1889 gegründeten, betont antisemitisch ausgerichteten Deutschsozialen Partei, die im Oktober 1894 mit der Deutschen Reformpartei zur Deutschsozialen Partei zusammengeschlossen, im Jahr 1900 aber wieder getrennt wurde.
Abweichend von den Daten des Stadtlexikons Hannover gibt die Gottfried Wilhelm Leibniz Bibliothek als Erscheinungsdaten „1879 - 31.12.1899“ an.
Die Hannoversche Post ist bisher nicht in der Zeitschriftendatenbank gelistet.